# Élections à la Députation générale de La Rioja de 1991
Les élections à la Députation générale de La Rioja de 1991 (en espagnol : Elecciones a la Diputación General de La Rioja de 1991) s'est tenue le dimanche 26 mai 1991, afin d'élire les trente-trois députés de la troisième législature de la Députation générale de La Rioja.
Le scrutin voit la victoire à la majorité relative du Parti socialiste de La Rioja-PSOE (PSR-PSOE), qui s'associe avec le Parti riojain afin de conserver le pouvoir.

## Contexte
Les résultats des élections du 10 juin 1987 rendent instable l'échiquier politique de la communauté autonome.
Le Parti socialiste de La Rioja-PSOE, avec sa nouvelle chef de file Alicia Izaguirre, vire effectivement en tête mais avec 14 députés sur 33 à la Députation générale, conséquence d'un score de 40,3 %, il perd sa majorité absolue. Cette faiblesse ne profite en rien à l'Alliance populaire (AP) de Joaquín Espert, candidat pour la deuxième fois, puisque celle-ci reste en deuxième position avec 35,4 % des suffrages et 13 députés. C'est surtout le Centre démocratique et social (CDS) qui tire son épingle du jeu, émergeant en troisième place des forces politiques du fait d'un résultat de 11 %, soit 4 élus. Enfin, le Parti riojain progressiste, de l'ancien président provisoire de La Rioja Luis Javier Rodríguez Moroy, sauve ses 2 seuls élus avec 6,5 %.
Les élections municipales, organisées simultanément, développent un scénario assez similaire. En tête, les socialistes sont bloqués à 40,9 %, tandis que les conservateurs suivent avec 32,5 %. Les centristes restent la révélation du scrutin en captant 10,1 %, les régionalistes fermant la marche en totalisant 5 %. À la mairie de Logroño, où sont inscrits 41 % des électeurs, le PSOE se contente de 42,9 % et 13 élus sur 27, l'AP récoltant pour sa part 10 sièges et un score de 32,6 %. Le CDS, avec ses 11,9 %, empoche 3 conseillers, le dernier revenant au PRP et ses 5,2 %.
En conséquence de cette Députation générale fragmentée, Joaquín Espert échoue lors du premier vote d'investiture, le 22 juillet 1987, comptant 13 voix favorables, 14 contre et 6 abstentions. Toutefois, lors du second vote deux jours plus tard, il obtient le soutien du PRP et devient président de La Rioja par 15 voix contre 14. En janvier 1989, il s'accorde avec le CDS et les régionalistes pour former une coalition stable.
La donne change aux élections législatives anticipées du 29 octobre 1989. Le nouveau Parti populaire (PP) se hisse en première position, remportant 41,1 % et 2 députés au Congrès des députés. Le PSOE finit deuxième et totalise 39,7 % des voix, ce qui lui donne les deux autres élus. Le CDS, avec 7,2 %, se montre en perte de vitesse.
À peine deux mois plus tard, le PRP – qui compte désormais 3 sièges tandis que le CDS n'en a plus que 2 – décide de quitter la majorité. Il s'associe avec les socialistes et le 8 janvier 1990, José Ignacio Pérez Sáenz est investi président de La Rioja, après le vote d'une motion de censure constructive.

## Mode de scrutin
La Députation générale de La Rioja (en espagnol : Diputación General de La Rioja) se compose de 33 députés, élus pour un mandat de quatre ans au suffrage universel direct, suivant le scrutin proportionnel à la plus forte moyenne d'Hondt.
La Rioja constitue une circonscription unique. Seules les forces politiques – partis, coalitions, indépendants – ayant remporté au moins 5 % des suffrages exprimés au niveau du territoire régional participent à la répartition des sièges.

## Campagne

### Partis et chefs de file
| Force politique | Force politique                                                       | Chef de file                       | Idéologie                                                      | Score en 1987              |
| --------------- | --------------------------------------------------------------------- | ---------------------------------- | -------------------------------------------------------------- | -------------------------- |
|                 | Parti socialiste de La Rioja-PSOE Partido Socialista de La Rioja-PSOE | José Ignacio Pérez Sáenz Président | Centre gauche Social-démocratie, progressisme                  | 40,3 % des voix 14 députés |
|                 | Parti populaire de La Rioja Partido Popular de La Rioja               | Joaquín Espert                     | Centre droit Conservatisme, libéralisme, démocratie chrétienne | 35,4 % des voix 13 députés |
|                 | Centre démocratique et social Centro Democrático y Social             | Manuel Fernández Ilarranza         | Centre Libéralisme                                             | 11,0 % des voix 4 députés  |
|                 | Parti riojain Partido Riojano                                         | Leopoldo Virosta                   | Centre Régionalisme                                            | 6,2 % des voix 2 députés   |

## Résultats

### Voix et sièges
| Inscrits                                     | Inscrits                   | Inscrits                 | 209 886   |             |                      |                      |
| Abstentions                                  | Abstentions                | Abstentions              | 65 157    | 31,04 %     |                      |                      |
| Votants                                      | Votants                    | Votants                  | 144 729   | 68,96 %     |                      |                      |
|                                              |                            |                          |           |             |                      |                      |
| Bulletins enregistrés                        | Bulletins enregistrés      | Bulletins enregistrés    | 144 729   |             |                      |                      |
| Bulletins blancs ou nuls                     | Bulletins blancs ou nuls   | Bulletins blancs ou nuls | 3 509     | 2,42 %      |                      |                      |
| Suffrages exprimés                           | Suffrages exprimés         | Suffrages exprimés       | 141 220   | 97,58 %     | 33 sièges à pourvoir | 33 sièges à pourvoir |
|                                              |                            |                          |           |             |                      |                      |
| Liste                                        | Tête de liste              |                          | Suffrages | Pourcentage | Sièges acquis        | Var.                 |
| Parti socialiste de La Rioja-PSOE (PSR-PSOE) | José Ignacio Pérez Sáenz   |                          | 60 843    | 43,08 %     | 16 / 33              | 2                    |
| Parti populaire de La Rioja (PPLR)           | Joaquín Espert             |                          | 59 876    | 42,4 %      | 15 / 33              | 2                    |
| Parti riojain (PR)                           | Leopoldo Virosta           |                          | 7 731     | 5,47 %      | 2 / 33               | en stagnation        |
| Centre démocratique et social (CDS)          | Manuel Fernández Ilarranza |                          | 6 271     | 4,44 %      | 0 / 33               | 4                    |
| Autres listes                                | Néant                      |                          | 6 499     | 4,6 %       | 0 / 33               |                      |

### Analyse
Bien qu'il ne retrouve pas son niveau de 1983, le Parti socialiste de La Rioja-PSOE retrouve une partie du terrain perdu en 1987, puisqu'il gagne 3 700 suffrages et 2 députés, alors même que 1 500 électeurs de plus ont boudé les urnes. Cette progression ne lui permet pas de distancer le Parti populaire de La Rioja, au contraire. Le PPLR engrange 9 700 voix supplémentaires et affiche – lui aussi – une hausse de 2 sièges, conservant ainsi l'écart d'un élu avec les socialistes. C'est l'effondrement du Centre démocratique et social (CDS), qui disparaît carrément de la Députation générale, qui explique cette belle performance du PPLR, les centristes ayant tout simplement perdu 9 400 voix favorables et leurs 4 élus, puisqu'ils sont repassés sous la barrière légale des 5 %. Si, à l'inverse, le Parti riojain sauve sa place à l'assemblée, il abandonne 1 500 voix en quatre ans et se maintient de justesse au-dessus de la limite réglementaire.

### Conséquences
Le 28 juin 1991, à l'issue de deux jours de débats, José Ignacio Pérez Sáenz est réinvesti président de La Rioja, grâce à l'appui du PR, qui entre au conseil de gouvernement.